# Ricardo Gomes
Ricardo Raymundo Gomes (Río de Janeiro, Brasil, 13 de diciembre de 1964) es un exfutbolista, jugaba de defensa y su primer equipo fue Fluminense. Actualmente trabaja como director deportivo del Athletico Paranaense.
El 28 de agosto de 2011, tuvo una parada cerebrovascular en medio de un partido de su equipo, el CR Vasco da Gama, que jugaba contra el Flamengo. Fue ingresado en la Unidad de Cuidados Intensivos ese mismo día.

## Selección nacional
Ha sido internacional con la Selección de fútbol de Brasil, jugó 48 partidos internacionales y anotó 4 goles.

## Participaciones en Copas del Mundo
| Mundial                        | Sede   | Resultado   |
| ------------------------------ | ------ | ----------- |
| Copa Mundial de Fútbol de 1990 | Italia | 8° de final |

## Clubes

### Como jugador
| Club                | País     | Año       |
| ------------------- | -------- | --------- |
| Fluminense          | Brasil   | 1982-1988 |
| SL Benfica          | Portugal | 1988-1991 |
| Paris Saint-Germain | Francia  | 1991-1995 |
| SL Benfica          | Portugal | 1995-1996 |

### Como técnico
| Club                 | País           | Año                            |
| -------------------- | -------------- | ------------------------------ |
| Paris Saint-Germain  | Francia        | 1996-1998                      |
| Vitória              | Brasil         | 1999                           |
| Sport                | Brasil         | 1999                           |
| Vitória              | Brasil         | 2000-2001                      |
| Guarani              | Brasil         | 2001                           |
| Coritiba             | Brasil         | 2002                           |
| Juventude            | Brasil         | 2002-2004                      |
| Fluminense           | Brasil         | 2004                           |
| Girondins de Burdeos | Francia        | 2005-2007                      |
| Mónaco               | Francia        | 2007-2009                      |
| São Paulo            | Brasil         | 2009-2010                      |
| Vasco da Gama        | Brasil         | 2011                           |
| Vasco da Gama        | Brasil         | 2012-2013 (director deportivo) |
| Botafogo             | Brasil         | 2015-2016                      |
| São Paulo            | Brasil         | 2016                           |
| Al-Nassr             | Arabia Saudita | 2017                           |
| Girondins de Burdeos | Francia        | 2018-2019 (mánager general)    |
| Athletico Paranaense | Brasil         | 2022- (director deportivo)     |

## Palmarés

### Como jugador

#### Campeonatos estaduales
| Título             | Club       | Estado         | Año  |
| ------------------ | ---------- | -------------- | ---- |
| Campeonato Carioca | Fluminense | Río de Janeiro | 1983 |
| Campeonato Carioca | Fluminense | Río de Janeiro | 1984 |
| Campeonato Carioca | Fluminense | Río de Janeiro | 1985 |

#### Campeonatos nacionales
| Título                     | Club                | País     | Año  |
| -------------------------- | ------------------- | -------- | ---- |
| Campeonato Brasileño       | Fluminense          | Brasil   | 1984 |
| Superliga                  | SL Benfica          | Portugal | 1989 |
| Superliga                  | SL Benfica          | Portugal | 1991 |
| Ligue 1                    | Paris Saint-Germain | Francia  | 1994 |
| Copa de la Liga de Francia | Paris Saint-Germain | Francia  | 1995 |
| Copa de Francia            | Paris Saint-Germain | Francia  | 1995 |
| Copa de Portugal           | SL Benfica          | Portugal | 1996 |

#### Copas internacionales
| Título               | Equipo (*) | Sede         | Año  |
| -------------------- | ---------- | ------------ | ---- |
| Juegos Panamericanos | Brasil     | Indianápolis | 1987 |
| Copa América         | Brasil     | Brasil       | 1989 |
| Juegos Olímpicos     | Brasil     | Seúl         | 1988 |

### Como entrenador

#### Campeonatos nacionales
| Título                       | Club                 | País    | Año  |
| ---------------------------- | -------------------- | ------- | ---- |
| Copa de la Liga de Francia   | Paris Saint-Germain  | Francia | 1998 |
| Copa de Francia              | Paris Saint-Germain  | Francia | 1998 |
| Copa de la Liga de Francia   | Girondins de Burdeos | Francia | 2007 |
| Copa de Brasil               | Vasco da Gama        | Brasil  | 2011 |
| Campeonato Brasileño Serie B | Botafogo             | Brasil  | 2015 |

- Datos: Q440999
- Multimedia: Ricardo Gomes (football manager) / Q440999